# Sonny Bill Williams
Sonny William Williams (Auckland, 3 de agosto de 1985) es un exrugbista neozelandés que se desempeñaba como centro. Fue internacional con los All Blacks de 2010 a 2019 y se consagró campeón del mundo en Nueva Zelanda 2011 e Inglaterra 2015.

## Carrera
De 2004 a 2008, Williams jugó rugby league con los Canterbury Bulldogs en la National Rugby League. En el 2008 se convertiría en jugador de rugby union, integrando el Rugby-Club Toulonnais hasta el 2010; en el 2011, firmaría con los Crusaders; y en el 2012, con los Chiefs y luego los Panasonic Wild Knights de Japón.
El neozelandés volvió a jugar rugby league en 2013 para los Sydney Roosters, con los que siguió hasta el 2014. Ese año retornó al rugby union en la ITM Cup con los Counties Manukau para, finalmente, regresar con los Chiefs en el 2015. Desde 2017 hasta 2019 jugó con los Blues del Super Rugby.
Williams retornará al rugby league en 2020 al firmar con el Toronto Wolfpack canadiense que debutará en la Super League de rugby XIII.

## Selección nacional
Williams debutó con los All Blacks en noviembre de 2010, en un partido contra Inglaterra en Londres, a los 25 años de edad y formó parte del seleccionado que ganó la Copa Mundial de Rugby de Nueva Zelanda 2011. 
El jugador disputó 12 partidos con la selección de rugby league de Nueva Zelanda, participando en la Copa Mundial de Rugby League de 2013.
Igualmente fue seleccionado para jugar la Copa Mundial de Rugby de 2015, en donde anotó un ensayo en la victoria de su equipo 47-9 sobre Tonga y formó parte del equipo que ganó la final ante la Australia por 34-17, entrando en la historia del rugby al ser la primera selección que gana el título de campeón en dos ediciones consecutivas. En la vuelta de honor subsiguiente al partido final, un niño saltó al campo para abrazar a Bill Williams y este le regaló su medalla de campeón.
En 2016 jugó para la selección de rugby 7 de Nueva Zelanda en la Serie Mundial y los Juegos Olímpicos.
Fue seleccionado por Steve Hansen para formar parte de los All Blacks en la Copa Mundial de Rugby de 2019 en Japón donde desplegaron un brillante juego en el que ganaron todos los partidos de la primera fase excepto el partido contra Italia que formaba parte de la última jornada de la primera fase,que no se disputó debido a la llegada a Japón del Tifón Hagibis.
En cuartos de final se enfrentaron a Irlanda, partido con cierto morbo porque el XV del trébol había sido el único que había sido capaz de vencer a los All Blacks en los últimos años. Sin embargo, Nueva Zelanda desplegó un gran juego y venció por un amplio resultado de 46-14.
En semifinales jugaron ante Inglaterra donde se formó cierta polémica debido a la formación utilizada en forma de uve por el XV de la rosa a la hora de recibir la haka de los All Blacks, el partido fue posiblemente el mejor que se pudo ver en todo el campeonato, donde vencieron los ingleses por el marcador de 19-7. Bill Williams jugó 5 partidos siendo titular en dos de ellos antes. Además consiguió anotar un ensayo en el partido contra Canada, donde consiguieron dejar el marcado de Canadá en cero.

#### Participaciones en Copas del Mundo
| Mundial                       | Sede          | Resultado     | PJ | Tries |
| ----------------------------- | ------------- | ------------- | -- | ----- |
| Copa Mundial de Rugby de 2011 | Nueva Zelanda | Campeón       | 7  | 4     |
| Copa Mundial de Rugby de 2015 | Inglaterra    | Campeón       | 7  | 1     |
| Copa Mundial de Rugby de 2019 | Japón         | Tercer puesto | 5  | 1     |

## Palmarés y distinciones notables
- Super Rugby 2012
- National Rugby League: 2013
- Mundial del Clubes rugby XIII de 2014
- Rugby Championship 2012
- Rugby Championship 2017
- Rugby Championship 2018
- Copa Mundial de Rugby 2011
- Copa Mundial de Rugby de 2015
- Seleccionado para jugar con los Barbarians

## Boxeo
Williams alternaría el rugby con el boxeo, deporte que práctico entre 2009 y 2015 en la categoría de peso pesado, registrando siete victorias (3 por knockout) y ninguna derrota.